# Gouvernement mondial (mormonisme)
 (avril 2025).
Au milieu du XIXe siècle, sous la direction du prophète Joseph Smith et d’autres dirigeants éminents tels que Brigham Young, l’Église de Jésus-Christ des Saints des Derniers Jours (Église Mormone) enseignait qu’un gouvernement mondial existerait sur la terre à la fin des temps. Le gouvernement mondial serait connu sous le nom de Royaume de Dieu sur terre. On enseignait que ce Royaume régnerait sur tous les peuples de la terre et permettrait à chaque individu de vivre dans une véritable liberté[réf. nécessaire].
Le 11 mars 1844, Joseph Smith organisa une branche de l’organisation – le Conseil des Cinquante – qui devait travailler sous la direction de l’autorité de la prêtrise de l’Église. Le Conseil des Cinquante fut organisé « pour le maintien, la promulgation et la protection de la liberté civile et religieuse ». Le Conseil était censé agir à titre législatif en tant que théodémocratie. Les décisions du conseil pourraient être rejetées par l’autorité de la prêtrise de l’Église.[Pas dans la source] Un autre organisme, le Conseil des Amis, serait également formé. Le Conseil des Amis devait être un organisme composé de trois membres qui fonctionnerait comme le Royaume politique de Dieu avant la seconde venue de Jésus . La Seconde Venue inaugurerait le Millénium, une période de 1 000 ans au cours de laquelle le pouvoir politique mondial résiderait dans ce gouvernement mondial.
Les royaumes politique et spirituel de Dieu devaient être des entités distinctes, avec « une séparation constitutionnelle des pouvoirs entre Sion, la Nouvelle Jérusalem, et le gouvernement politique, la Jérusalem antique ». Le troisième pilier du gouvernement, le Conseil des Amis, agirait en tant que conseiller à la fois du Conseil des Cinquante et du corps sacerdotal de l'Église. Les trois corps devaient être composés d’hommes justes.
Dans cette organization, l’autorité de la prêtrise de Melchisédek céderait le droit de veto au Conseil des Cinquante, le pouvoir ultime étant détenu par un seul individu oint. Joseph Smith fut ordonné « roi » le 11 avril 1844 et fut ainsi chargé de présider le royaume politique de Dieu. Smith fut tué un peu plus de deux mois plus tard, le 27 juin 1844.
Joseph Smith a enseigné que la Nouvelle Jérusalem serait le siège du Royaume de Dieu sur la terre. Fonder cette Sion en vue du millénium était si importante pour les premiers membres de l'Église que des milliers de convertis de nombreux pays différents ont sacrifié tout ce qu'ils avaient pour aider à la réalisation de la vision de Smith. Smith a enseigné que la Nouvelle Jérusalem serait située dans le comté de Jackson, dans le Missouri.
Dans l’Église de Jésus-Christ des Saints des Derniers Jours aujourd’hui, ces principes sont peu connus et ne sont pas mis en avant. Cependant, les groupes fondamentalistes mormons continuent de poursuivre et de promouvoir activement ces principes.